# Ignace Joseph Lepidi
Ignace Joseph Lepidi (Tallone, 1752 – ...) è stato un politico francese.

## Biografia
Nato a Tallone, in Corsica, nel 1752, ricoprì il ruolo di commissaire des guerres; fu eletto poi al Consiglio dei Cinquecento con le elezioni legislative francesi del 1799 per il dipartimento del Golo. Ricoprì tale carica dal 10 aprile al 26 dicembre dello stesso anno, quando il Consiglio fu sciolto e dismesso. Si ritrò quindi a vita privata, morendo in data sconosciuta.